# Adriana Cerezová
Adriana Cerezová Iglesiasová, nepřechýleně Adriana Cerezo (* 24. listopadu 2003 Alcalá de Henares), je španělská taekwondistka. Soutěží v muší váze do 49 kg, Je členkou klubu Hankuk v San Sebastián de los Reyes.
V roce 2019 se stala juniorskou mistryní Evropy. Po přechodu do seniorských soutěží zvítězila v roce 2021 na mistrovství Evropy v taekwondu v Sofii. Na olympijských hrách v Tokiu startovala v sedmnácti letech jako patnáctá nasazená a překvapivě získala v nejlehčí váhové kategorii stříbro. Za rok 2021 byla nominována na Cenu Piotra Nurowskiho pro nejlepšího mladého evropského sportovce.
V roce 2022 vyhrála World Taekwondo Grand Prix v Římě, byla finalistkou Středomořských her a na evropském šampionátu získala bronz. Na mistrovství světa v taekwondu v roce 2023 byla třetí, když ji v semifinále vyřadila Merve Dinçelová z Turecka. Na Evropských hrách 2023 v Polsku vybojovala zlatou medaili. V roce 2024 se v Bělehradě stala podruhé mistryní Evropy. Na Letních olympijských hrách 2024 vypadla ve čtvrtfinále, kde ji porazila Mobina Nematzadehová z Íránu.